# Pyrenula confinis
Pyrenula confinis är en lavart som först beskrevs av William Nylander och som fick sitt nu gällande namn av Richard Clinton Harris. 
Pyrenula confinis ingår i släktet Pyrenula och familjen Pyrenulaceae. Inga underarter finns listade i Catalogue of Life.